# 細谷英二
細谷 英二（ほそや えいじ、1945年〈昭和20年〉2月24日 - 2012年〈平成24年〉11月4日）は日本の実業家。りそなホールディングス会長、りそな銀行会長。東日本旅客鉄道（JR東日本）副社長、総合研究開発機構理事、経済同友会幹事などを歴任した。熊本県熊本市出身。正四位旭日重光章。

## 経歴

### 国鉄-JR東日本時代
1945年（昭和20年）2月、熊本市で生まれる。東京大学法学部を卒業後、1968年、日本国有鉄道に入社する。経理局に勤務していたとき大蔵省への予算説明などを担当したことがあり自ら予算を作ったこともあった。そして井手正敬・松田昌士・葛西敬之ら国鉄改革三人組をサポートし、国鉄分割民営化という結論に達した。1985年3月に天王寺鉄道管理局への左遷も経験する が、
同年7月に経営計画室計画主幹、1987年1月にJR東日本設立準備室次長を経て、1987年4月のJR東日本発足時には総合企画本部投資計画部長となる。1990年6月総合企画本部経営管理部長、1993年6月取締役、1996年6月常務取締役、2000年6月代表取締役副社長事業創造本部長を歴任、自動改札の本格導入、ビューカード、山形新幹線、成田エクスプレス、駅ナカビジネスなど新規事業を手がけた。

### 銀行家への転身
2002年4月より経済同友会副幹事に就任していたが、 2003年5月に経営難に陥りおよそ2兆円の公的資金を申請する必要ができたりそなホールディングスの会長として、牛尾治朗（ウシオ電機会長）に白羽の矢を立てられた。JRグループに残ったままでいれば東日本キヨスク社長に就任できること、りそなの負債がどれだけのものであるか不明であることなどから、相談した知り合いからはやめたほうがいいとのアドバイスを受けたが、この話を受け、2003年6月25日、りそなHD会長に就任した。就任当初は「鉄道マンに銀行経営ができるのか」とその手腕を疑問視する声もあったという。就任後は窓口の開設時間を午後3時までではなく延長し、窓口での待ち時間をゼロにしようと尽力した。
2004年3月期の決算では注入された公的資金約2兆円を使い切るかたちで不良債権の大幅な処理を断行して1兆7700億円の特別損失を計上し、約1兆4000億円の大幅な赤字となった。その後は着実に資本の増強などを行い2005年3月期決算では厚めに積んだ貸倒引当金の戻り益もあって一転約3800億円の大幅黒字とし、結果的には3兆円規模の公的資金投入の返済に、細谷の経営改革が功を奏し目処をつけた。
2009年にりそな銀行の会長の代表権を返上。HDについても2012年代表権を返上し、取締役兼執行役会長に退いた。
2012年11月4日に67歳で死去。

## 人物
岡田武史と20年来のつきあいがあり、1991年に当時古河電工サッカー部のコーチだった岡田とJR東日本の経営管理部長だった細谷などにより、東日本ジェイアール古河サッカークラブ（チーム名はジェフユナイテッド市原）が誕生した。

## 家族・親族
父方の祖父は戦前養蚕業で成功し、市内に貸家をいくつかもっていた。
父は東京の庶民金庫勤務を経て、戦後故郷の熊本に戻り、肥後銀行に勤めた金融マン。母はお嬢様育ちでおおらかだったが、ときに烈火のごとく怒った。3歳上の兄がいる。

## テレビ出演
- 日経スペシャル カンブリア宮殿 銀行の常識は世間の非常識だ！ 元鉄道マンが挑む銀行革命（2009年12月7日、テレビ東京）[10]

## 書籍

### 著書
- 『どんな会社も生まれ変わる 国鉄と銀行を変えた男の再生論』（2013年8月23日、日経BP社）ISBN 9784822274245